# Мейфэр
Ме́йфэр или Ме́йфэйр (англ. Mayfair) — район (квартал) в центральном Лондоне, к востоку от Гайд-парка, в «сити» Вестминстер. Ограничен с юга Грин-парком и Пикадилли, с востока — Риджент-стрит, с севера — Оксфорд-стрит, а также жилым кварталом Белгравия.
В настоящее время является торговым районом, многие жилые дома перестроены в штаб-квартиры крупных корпораций, посольств, хедж-фондов и для сдачи в аренду недвижимости под офисы. Также в районе значительное количество как жилой недвижимости, так и некоторых дорогих магазинов и ресторанов, а также самая высокая концентрация пятизвёздочных отелей в Лондоне. Арендная плата здесь одна из самых высоких в Великобритании и мире.
Район получил название от майской ярмарки (англ. May Fair), которая переехала на площадь Шеперд-маркет с улицы Хеймаркет в 1686 году и была удалена по требованию местных жителей в 1764 году. В XVIII веке застройкой квартала занимались герцоги Вестминстеры из рода Гровеноров; их имя увековечено в названии центральной площади Гровенор-сквер, на которой стоит посольство США.
Среди достопримечательностей квартала — улица фешенебельных магазинов Бонд-стрит, Королевская академия художеств и дом-музей Генделя. Центром общественной жизни района можно назвать площадь Пикадилли.